# ퟄ
ퟄ는 옛한글 자모 중 하나다. yi의 발음을 나타냈을 것으로 추정된다. 만약 그렇다면 영어의 year과 yesterday 등의 첫 음절 같은 발음이 된다.
똑같은 모음을 겹쳐놓은 예시로는 ᆖ와 ᆂ, ᆍ가 있다.현대 한글 표기에서는 쓰이지 않는다.

## 같이 보기
- ㅣ
- 옛한글
- 한글 낱자 목록
- yi